# دبلوم كامبردج في مهارات تقانة المعلومات

## نظرة عامة على البرنامج
شهادة دبلوم كامبردج في مهارات لتقانة المعلومات هي شهادة تعتمد على برامج مايكروسوفت أوفيس ونظام التشغيل مايكروسوفت ويندوز، حيث تقيّم هذه الشهادة مجموعة من أكثر مهارات تقانة المعلومات المطلوبة أهمية وهي متوفرة على مستويين: المستوى التمهيدي والمستوى المتقدم. ويعتبر هذا البرنامج طريقة سريعة وفعالة لاكتساب مهارات معتمدة في مجال تقانة المعلومات حيث تتألف مواد البرنامج من (10-15) ساعة تدريسية، استنادا إلى خبرة المتقدم، ويتلخص هدفه المباشر في رفع مستوى القدرة على استخدام بعض أفضل حزم برمجيات المكاتب (Office) في العالم
05

## منهجية الامتحان
تتكون هذه الاختبارات عبر الإنترنت من مستويين يمكن للمرشح الاختيار من بينهما. تعتمد التقييمات القياسية والأساسية على الكمبيوتر ومتاحة عند الطلب على مدار العام لتوفير خدمة تقييم عالية الجودة ومرنة للأفراد والمراكز.

## دبلوم كامبردج لمهارات تقانة المعلومات
يغطي البرنامج التدريب على المواد البرامج التالية:
- مقدمة في تقانة المعلومات.
- استخدام الكمبيوتر وإدارة الملفات باستخدام «مايكروسوفت ويندوز».
- معالجة النصوص باستخدام «مايكروسوفت وورد».
- الجداول الإلكترونية - أوراق العمل باستخدام «مايكروسوفت إكسل».
- العروض التقديمية باستخدام «مايكروسوفت باوربوينت».
- قواعد البيانات باستخدام «مايكروسوفت أكسس».
- المعلومات والاتصالات باستخدام «الانترنت اكسبلورر ومايكروسوفت آوتلوك».

## أنواع الدبلوم
بعد اجتياز الامتحانات بنجاح يتم منح دبلوم كامبردج الدولي لمهارات تقانة المعلومات. حيث إن هناك أربعة أنواع من الدبلوم وهي:
- دبلوم كامبردج لمادة واحدة والمتطلب الأساسي له أي من التطبيقات السبعة.
- دبلوم كامبردج لأربع مواد والمتطلب الأساسي له مقدمة إلى تقانة المعلومات، «ويندوز»، «وورد» والإكسل.
- دبلوم كامبردج لخمس مواد والمتطلب الأساسي له برامج «ويندوز»، «وورد»، «أكسل»، («أكسس» أو «بوربوينت») والانترنت.
- دبلوم كامبردج لسبع مواد والمتطلب الأساسي له مقدمة إلى تقانة المعلومات «ويندوز»، «مايكروسوفت أوفيس» والانترنت.

## الاعتراف بالشهادة
نظراً لأهمية دبلوم كامبردج الدولي في مهارات تقانة المعلومات فإن هناك العديد من المؤسسات المهنية والهيئات العربية والدولية التي قامت بدعم هذا الدبلوم. وقد اعترفت العديد من الحكومات والمنظمات بدبلوم كامبردج الدولي لمهارات تقانة المعلومات، ومنها: الأردن، دولة الكويت، مملكة البحرين، لبنان، دولة الإمارات العربية المتحدة، المملكة العربية السعودية، منظمة الأمم المتحدة للتعليم والعلوم والثقافة (اليونسكو) ووكالة الأمم المتحدة لإغاثة وتشغيل اللاجئين الفلسطينيين في الشرق الأدنى (الأونروا).

## جهات عربية اعتمدت الشهادة
لقد تم اعتماد برنامج شهادة كامبردج دبلوم كامبردج في مهارات تقانة المعلومات من مجموعة من المؤسسات الحكومية والخاصة لأنه يعطي نقلة نوعية في مجال استخدام تقانة المعلومات وخصوصاً الكمبيوتر وهذا من منطلق توجه الدول منذ فترة لتأسيس بنية تحتية قوية كدعامة للتحول إلى نظام العمل الإكتروني وما يعرف بـ الحكومة الإلكترونية فمن هذا الجهات التي اعتمدت البرنامج:
في دولة الكويت:
- وزارة التربية.
- الهيئة العامة للتعليم التطبيقي والتدريب.
- الجهاز المركزي لتكنولوجيا المعلومات.
- جامعة الكويت.
- جمعية المعلمين الكويتية بالكويت.

في المملكة الأردنية الهاشمية:
- وزارة التربية والتعليم.
- وزارة التعليم العالي والبحث اللمي.
- وزارة الاتصالات وتقانة المعلومات.
- وزارة الشؤون الخارجية.
- الجامعات الحكومية والخاصة.

في المملكة العربية السعودية
- المؤسسة العامة للتدريب التقني والمهني.
- وزارة الخدمة المدنية.
- وزارة الشؤون البلدية والقروية.
- وزارة الزراعة.
- إدارة التعليم.
- المديرية العامة للشؤون الصحية.

وغيرها من المؤسسات
في ليبيا:
وقد اعترفت المنظمات والشركات التالية بشهادة كامبردج لمهارات تقانة المعلومات دبلوم كامبردج في مهارات تقانة المعلومات:
- منظمة الأمم المتحدة للتعليم والعلوم والثقافة (اليونسكو).
- وكالة الأمم المتحدة لإغاثة وتشغيل اللاجئين الفلسطينيين في الشرق الأدنى (الاونروا).
- وزارة العمل- مركز تطوير التدريب-مملكة البحرين (البحرين).
- وزارة التربية والتعليم (أبوظبي).
- وزارة المعارف والتعليم العالي.(لبنان)
- وزارة التعليم الفني والتدريب المهني (اليمن)
- وزارة التربية والتعليم (الإمارات)
- وزارة العمل (البحرين)
- جامعة القدس المفتوحة (فلسطين)

## وصلات خارجية
- مركز طلال أبو غزاله كامبردج لمهارات تقانة المعلومات
- مجموعة طلال أبوغزاله
- شهادة كامبردج الدولية في مهارات تقانة المعلومات - المملكة العربية السعودية